# Pelíšky

Pelíšky (titre international : Cosy Dens) est un film de Noël comique et dramatique tchèque de Jan Hřebejk sortie dans les salles en 1999.

## Synopsis
Noël 1967. Le film se déroule en 1967 et 1968 et l'histoire est vue à travers les yeux d'un adolescent (Michael Beran). Le père du garçon (Miroslav Donutil) est un soldat et fervent communiste, qui ne comprend guère son fils. Le voisin (Jiří Kodet) est un ancien soldat qui déteste les communistes et ne comprend pas non plus sa fille. La nouvelle génération possède des idéaux différents de l'ancienne.
Le film se termine après le 21 août 1968, quand les soldats du Pacte de Varsovie envahissent la Tchécoslovaquie.
Le film a reçu trois Lion tchèques, dont un pour la performance d'acteur de Jiří Kodet.

## Fiche technique
- Réalisation : Jan Hřebejk
- Scénario : Petr Jarchovský, Jan Hřebejk
- Caméra : Jan Malíř
- Pays d'origine : République tchèque
- Genre : comédie dramatique
- Durée : 115 minutes

## Distribution
- Miroslav Donutil : Le père Šebek
- Jiří Kodet : Le père Kraus
- Simona Stašová : La mère Šebková
- Emília Vášáryová : La mère Krausová
- Bolek Polívka : L'oncle
- Eva Holubová : L'enseignante
- Marek Morvai : Petr
- Stella Zázvorková : La grand-mère
- Jaroslav Dušek : Saša Mašláň
- Michael Beran : Michal
- Kristýna Nováková : Jindřiška
- Jiří Krejčík : Docteur Stárek
- Sylvie Koblížková : Uzlinka
- Ondřej Brousek : Elien
- Boris Hybner : Le magicien